# 迪阿娜·米克维切涅
迪阿娜·米克维切涅（1972年10月7日—）是前任立陶宛驻华大使。
米克维切涅英语、俄语流利，法语、西班牙语良好，会基础的印地语和梵语。
2021年立陶宛退出17+1合作机制时，米克维切涅大使称「退出17+1是因为双边贸易没有预期中的增长」。
2021年8月11日，在中华人民共和国因駐立陶宛台灣代表處设立风波宣布召回驻立陶宛大使申知非并要求立陶宛政府召回驻中国大使后，立陶宛政府於9月3日將米克维切涅召回立陶宛。

## 经历
- 2020-2021 驻中华人民共和国特命全权大使（兼驻大韩民国、缅甸联邦共和国、蒙古国、泰王国和越南社会主义共和国）
- 2019-2020 外交部拉美、非洲、亚洲和大洋洲司司长
- 2014-2018 外交部拉美、非洲、亚洲和大洋洲司副司长
- 2011-2014 驻印度大使馆参赞
- 2010-2011 外交部拉美、非洲、亚洲和大洋洲司副司长
- 2006-2010 外交部亚洲和大洋洲司司长，欧盟理事会亚洲-拉丁美洲工作组（COASI和COLAT）代表
- 2004-2006 外交部亚洲和大洋洲司参赞
- 2001-2004 驻斯特拉斯堡欧洲委员会代表处一秘兼顾问
- 2001 外交部联合国和欧洲委员会司一等秘书
- 1994-2001 外交部亚洲、非洲和大洋洲司随员；三等、二等、一等秘书

米克维切涅1995年起一直任维尔纽斯大学东方研究中心（2018年改名为亚洲和跨文化研究所）讲师，教授印度文化概述、亚洲通史、印度史、南亚史。

## 著作
米克维切涅作为立陶宛资深印度研究人员，著作颇丰：
- Mickevičienė, Diana.  [印欧祖先思想的传播]. Acta Orientalia Vilnensia 1. 2001. ISSN 1648-2662 （立陶宛语）.
- Mickevičienė, Diana.  [种姓作为人类学范式：路易斯·杜蒙的角色]. Acta Orientalia Vilnensia 2. 2002. ISSN 1648-2662 （立陶宛语）.
- Mickevičienė, Diana.  [印度种姓制度研究中的纯洁概念]. Acta Orientalia Vilnensia 4. 2004. ISSN 1648-2662 （英语）.
- Mickevičienė, Diana.  [作为崇拜形式的仪式舞蹈——婆罗多舞的案例]. Acta Orientalia Vilnensia 5. 2004. ISSN 1648-2662 （英语）.
- Mickevičienė, Diana.  [通往印度的通道：在爱与恨之间摇摆不定——印度的情感接受作为印度研究对象]. Acta Orientalia Vilnensia 9(2). 2008. ISSN 1648-2662 （英语）.
- Mickevičienė, Diana.  [我的印度]. Vilnius: Didakta. 2011. ISBN 978-609-442-006-1 （立陶宛语）.
- Talat-Kelpša, Laimonas; Lev, Shimon; Mickevičienė, Diana.  [印度和立陶宛：我的个人纽带]. New Delhi. 2017. ISBN 978-609-420-548-4. OCLC 993194830 （英语）.

## 家庭
米克维切涅已婚，有一子一女。